# Bolesław V. (Polen)

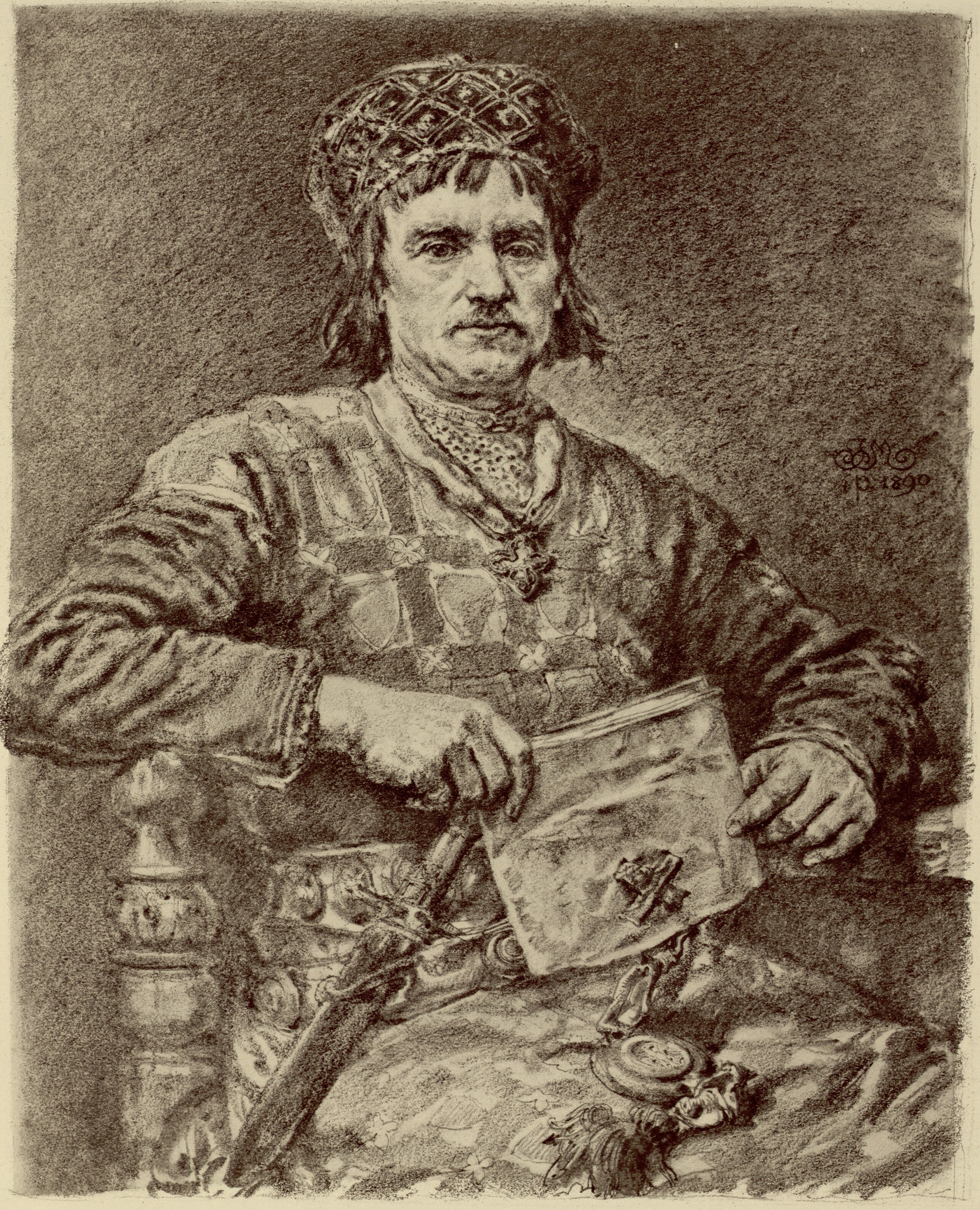
Herzog Bolesław, genannt „der Schamhafte“ in der Vorstellung des Historienmalers Jan Matejko

Bolesław der Schamhafte (auch Bolesław der Keusche, polnisch Bolesław V Wstydliwy, lateinisch Boleslaus; * 21. Juni 1226 in Stary Korczyn; † 7. Dezember 1279 in Krakau) war ab 1232 Herzog von Kleinpolen in Sandomierz und ab 1243, als Bolesław V., Herzog von Kleinpolen in Krakau und nominell Seniorherzog von Polen. Mit ihm starb die kleinpolnische Linie der Piasten, die durch Kasimir II. begründet wurde, im Mannesstamm aus.

## Politik
Er wurde als einziger Sohn des Herzogs Leszek und der rurikidischen Prinzessin Grymisława geboren. Sein Vater starb bereits 1227, und bittere Kämpfe um den Krakauer Thron zwischen Heinrich I., Władysław III. und Konrad I. brachen aus, aus denen Heinrich I. den Sieg davontrug.
Bolesław regierte seit 1232 im Herzogtum Kleinpolen-Sandomierz unter Vormundschaft Heinrichs I. (bis 1239), welcher dafür von ihm westliche Teile Kleinpolens mit Krakau als eigenes Herzogtum erhielt. Krakau fiel jedoch nach dem Ableben Heinrichs II., der im Kampf gegen die Mongoleninvasion in Schlesien 1241 den Tod fand, an Konrad I. zurück, der die Seniorwürde zwei Jahre später, 1243, im Kampf gegen Bolesław und das kleinpolnische Adelsaufgebot endgültig verlor. Bolesław V. wurde mehrmals durch Einfälle von Tataren der Goldenen Horde aus dem Land vertrieben, kehrte zwar immer wieder zurück, doch sank unter ihm die Autorität des Princeps beträchtlich, zumal sich der Adel oft widerspenstig zeigte. Im Alter von 13 Jahren wurde er mit der fünfzehnjährigen ungarischen Prinzessin Kinga, die ihm als Fünfjährige versprochen wurde, verheiratet. Die Eheleute lebten  ihr Leben lang in völliger Keuschheit, welche Bolesław seinen Beinamen einbrachte. 1273 rebellierte der Adel gegen ihn und berief den schlesischen Piasten Wladislaw I. von Oppeln auf den Krakauer Thron; es gelang Bolesław, seine Herrschaft zu behalten, doch musste er große Teile Kleinpolens an das Herzogtum Oppeln abtreten. Während seiner Regierung entdeckte man 1251 große Salzlager in Bochnia unweit von Krakau; Einkünfte aus der Salzgewinnung wurden zu einer beträchtlichen Einkommensquelle. Während seiner Regierung erhielt die Hauptstadt Krakau 1257 das Magdeburger Stadtrecht.

## Familie
Bolesław V. starb am 7. Dezember 1279 ohne männliche Nachkommen und ernannte Herzog Leszek II. aus der masowisch-kujawischen (jüngsten) Linie der Piasten zu seinem Nachfolger.
Bolesławs Gemahlin, die heilige Kinga, wurde nach seinem Tode Nonne im Clarissinnenkloster von Stary Sącz, wo sie am 24. Juli 1292 verstarb. Papst Alexander VII. sprach sie im Jahre 1690 selig. 1695 wurde sie zur Patronin von Polen und Litauen erkoren und am 16. Juni 1999, während einer Zeremonie in Nowy Sącz von Papst Johannes Paul II. heiliggesprochen.